# The Heart of Everything
The Heart of Everything е четвъртият студиен албум на холандската група Within Temptation, издаден от Roadrunner Records на 12 март 2007 г. в Европа. В Северна Америка албумът е издаден на 24 юли 2007 г.

## Песни
1. „The Howling“
2. „What Have You Done“
3. „Frozen“
4. „The Heart of Everything“
5. „All I Need“
6. „Our Solemn Hour“
7. „Hand of Sorrow“
8. „The Cross“
9. „Final Destination“
10. „The Truth Beneath the Rose“
11. „Forgiven“